# Mlaka pri Kočevski Reki
Mlaka pri Kočevski Reki je naselje u slovenskoj Općini Kočevju. Mlaka pri Kočevski Reki se nalazi u pokrajini Dolenjskoj i statističkoj regiji Jugoistočnoj Sloveniji. 

## Stanovništvo
Prema popisu stanovništva iz 2002. godine naselje je imalo 27 stanovnika.